# Rebecca Borga
Rebecca Borga (Treviso, 11 giugno 1998) è una velocista italiana, specializzata nei 400 metri piani.

## Biografia
Ai Campionati europei a squadre 2019 di Bydgoszcz, ha vinto il bronzo nella staffetta 4×400 m donne insieme a Maria Benedicta Chigbolu, Ayomide Folorunso e Giancarla Trevisan, con un tempo totale di 3'27"32.

## Palmarès
| Anno | Manifestazione  | Sede      | Evento        | Risultato  | Prestazione | Note                                     |
| ---- | --------------- | --------- | ------------- | ---------- | ----------- | ---------------------------------------- |
| 2016 | Mondiali U20    | Bydgoszcz | 400 m piani   | Semifinale | 53"93       |                                          |
| 2016 | Mondiali U20    | Bydgoszcz | 4×400 m       | 8ª         | 3'32"53     |                                          |
| 2019 | Europei U23     | Gävle     | 400 m piani   | 8ª         | 53"64       |                                          |
| 2019 | Europei U23     | Gävle     | 4×400 m       | 5ª         | 3'36"96     |                                          |
| 2021 | Europei indoor  | Toruń     | 400 m piani   | Semifinale | 54"23       |                                          |
| 2021 | Europei indoor  | Toruń     | 4×400 m       | 4ª         | 3'30"32     | Record nazionale                         |
| 2021 | Giochi olimpici | Tokyo     | 4×400 m mista | Batteria   | 3'13"51     | Record nazionale                         |
| 2021 | Giochi olimpici | Tokyo     | 4×400 m       | Batteria   | 3'27"74     | Miglior prestazione personale stagionale |
| 2024 | World Relays    | Nassau    | 4×400 m       | 6ª         | 3'27"51     |                                          |
| 2024 | Europei         | Roma      | 4x400 m       | 4ª         | 3'23"40     |                                          |
| 2025 | World Relays    | Guangzhou | 4x400 m       | 5ª         | 3'26"40     |                                          |
| 2025 | World Relays    | Guangzhou | 4x400 m mista | Batteria   | 3'15"64     |                                          |

## Campionati nazionali
- 1 volta campionessa nazionale assoluta dei 400 m piani indoor (2021)

2016
- Oro ai campionati italiani juniores (Bressanone), 400 m piani - 53"83

2017
- Oro ai campionati italiani juniores (Firenze), 400 m piani - 54"31

2018
- Argento ai campionati italiani juniores e promesse (Agropoli), 400 m piani - 54"45

2019
- Oro ai campionati italiani juniores e promesse (Rieti), 400 m piani - 53"15
- 4ª ai campionati italiani assoluti (Bressanone), 400 m piani - 53"67

2020
- Oro ai campionati italiani juniores e promesse indoor (Ancona), 400 m piani - 53"91
- Bronzo ai campionati italiani assoluti indoor (Ancona), 400 m piani - 54"44
- Argento ai campionati italiani assoluti (Padova), 400 m piani - 52"92
- Oro ai campionati italiani juniores e promesse (Grosseto), 400 m piani - 52"96

2021
- Oro ai campionati italiani assoluti indoor (Ancona), 400 m piani - 52"69

2023
- Eliminata in batteria ai campionati italiani assoluti indoor (Ancona), 400 m piani - 53"64

2024
- Argento ai campionati italiani assoluti indoor, 400 m piani - 53"37

2025
- 6ª ai campionati italiani assoluti, 400 m piani - 54"20
- 5ª ai campionati italiani assoluti indoor, 400 m piani - 53"76

## Altre competizioni internazionali
2019
- Bronzo nella Super League degli Europei a squadre ( Bydgoszcz), 4×400 m - 3'27"32

2020
- 9ª al Golden Gala Pietro Mennea ( Roma), 400 m piani - 52"88